# Rockaway Beach (Queens)
Rockaway Beach est un quartier de la municipalité de New York, situé dans l'arrondissement du Queens, situé dans la péninsule de Rockaway entre Seaside à l'ouest et Hammels à l'est.
Rockaway Beach est la plus grande plage urbaine des États-Unis. Située au terminus de la ligne A, au sud de Long Island, elle est la plus éloignée du centre-ville et donc, moins fréquentée que d'autres plages comme Coney Island. Une grande partie de la zone appartient au Gateway National Recreation Area, qui comprend plusieurs parcs naturels protégés. 

## Galerie

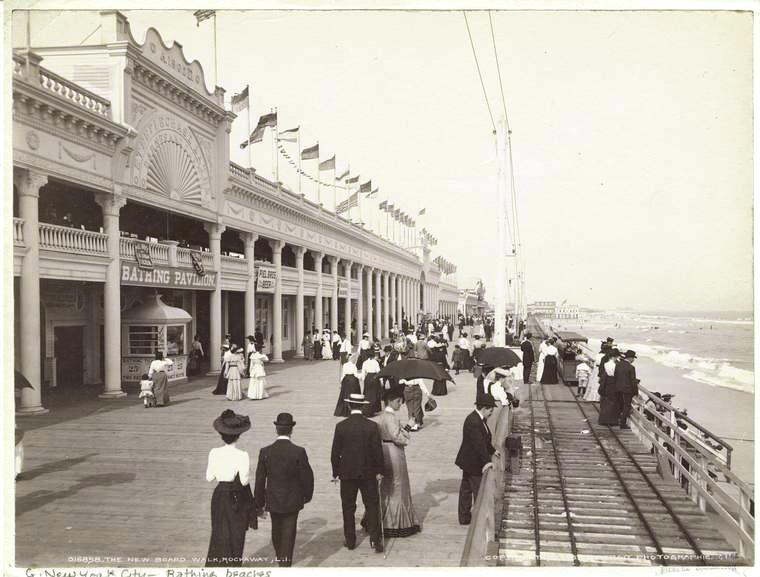
La promenade en 1903
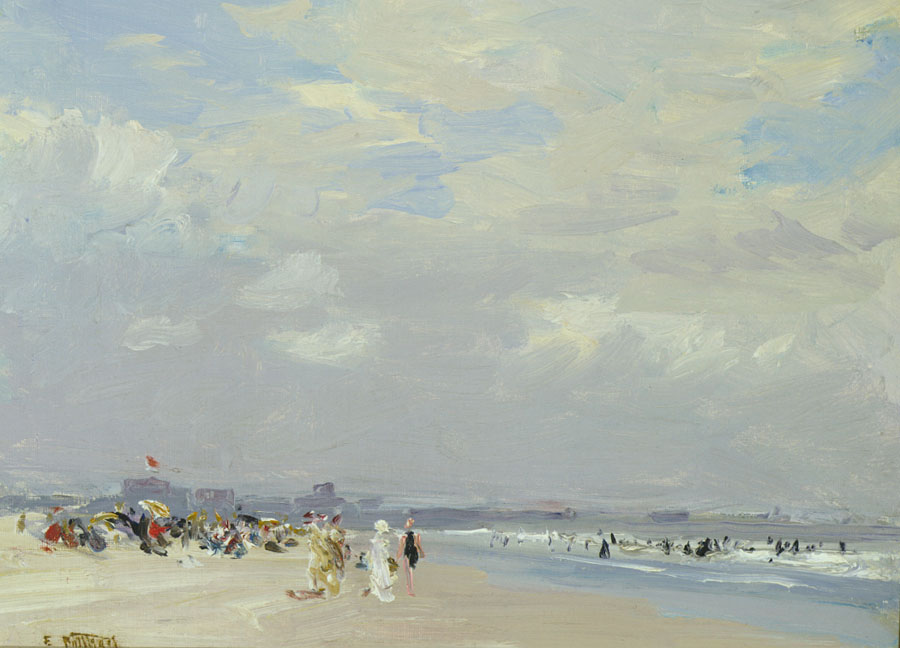
Edward Henry Potthast, Rockaway Beach, vers 1910